# Onthophagus striaticollis
Onthophagus striaticollis là một loài bọ cánh cứng trong họ Bọ hung (Scarabaeidae).